# Chome
Chome ist ein Verwaltungsbezirk (Ward) des Distrikts Same in der tansanischen Region Kilimandscharo.

## Geografie
Chome liegt im Nordosten von Tansania im zentralen Teil des Südlichen Pare-Gebirges mit dem 2454 Meter hohen Shengena. Die Distrikthauptstadt Same liegt rund 30 Kilometer nordwestlich, die Regionshauptstadt Moshi ist 120 Kilometer entfernt.
Der Bezirk grenzt im Norden an Vudee und Msindo, im Osten an Vuje und Bombo, im Südosten an Mtii, im Süden an Mpinji, Bwambo und Tae und im Westen an Makanya und Bangalala. Bei der Volkszählung 2022 lebten 5624 Menschen in 1464 Haushalten auf einer Fläche von 71,6 Quadratkilometern.

## Gliederung
Der Bezirk besteht aus drei Gemeinden (Mtaa) mit 31 Orten (Kitongoji):
| Marieni - Nkungwini - Mughuni - Makandeni - Indini - Marieni - Champishi - Kitahiro - Chaivumba - Kidendema - Njokava - Ireti | Mhero - Vusini - Bere/Ngona - Mpangwe - Mshitwini - Mmeni - Kitala - Champishi - Mhero - Mpembeni - Maghamba | Gwang'a - Kisanzuni - Heihoko - Heisume - Bombo - Majeng - Mkirite - Mtwana - Kitala - Hempoko - Nyone |

## Wirtschaft und Infrastruktur
- Bildung: Im Bezirk liegen zwei weiterführende Schulen.[9] Die Chalao Secondary School ist eine staatliche Schule,[10] die Chome High School ist eine kleine Privatschule.[11]
- Gesundheit: Die staatliche Apotheke in Chome wurde 1957 eröffnet und führt auch kleine chirurgische Eingriffe ambulant durch.[12]